# Sophiothrips peculiaris
Sophiothrips peculiaris är en insektsart som först beskrevs av J. C. Crawford 1942.  Sophiothrips peculiaris ingår i släktet Sophiothrips och familjen rörtripsar. Inga underarter finns listade i Catalogue of Life.